# Чёрный парашют
«Чёрный парашют» (англ. The Black Parachute) — американский приключенческий военный фильм 1944 года режиссёра Лью Ландерса.
О том как в некой оккупированной немцами балканской стране американский супергерой проникает в замок, где спасает патриотичного короля Стефана из лап нацистского генерала фон Бальденбаха. Ему мешает немецкая шпионка-вамп Мария Орлова, а помогают партизаны и крестьянская девушка Ольга.
«Обычный низкобюджетный приключенческий военный фильм», но в современном фильму обзоре в газете «Лос-Анджелес Таймс» указывалось, что фильм был «очень неплохо придуман для своего типа», а газета ««Чикаго дэйли трибьюн»» отмечала хорошую актёрскую игру.

## Сюжет
Немцы оккупируют маленькую балканскую страну, её король Стефан взят в плен, но он не переходит на сторону немцев. Народ страны ведёт партизанскую войну. Гаутляйтер генерал фон Боденбах провоцирует слухи что король присоединился к странам Оси, и по радио с помощью голосового имитатора от имени короля призываеть народ сотрудничать в «установлении нового порядка».
Лидеры подполья Курт Вандан и Эрик Дандин не верят в измену короля и обращаются за помощью к американскому журналисту Майклу Линдли - родственнику короля, его отец американец и он вырос в США, но его мать была племянницей короля Стефана, и Майкл готов защитить честь короля. Подполье организует самолёт и ночью, используя чёрный парашют для маскировки, он прыгает на оккупированную территорию. Майкл встречает партизан, которые не доверяют ему. Когда партизаны нападают на немецкую автоколонну Майкл отделяется, убивает убегающего немецкого офицера, капитана Мира, берёт его одежду и документы и даже стреляет себе в руку, чтобы соответствовать одному из пулевых отверстий в униформе Мира.
Майкл отправляется в замок короля Стефана, где дурачит фон Боденбаха и его помощника полковника Павлеца, и только певица Мария Орлова, любовница фон Боденбаха, явно не доверяет Майклу.
Майкл с удивлением встречает партизанку Ольгу, которая работает в замке горничной, объясняет ей ситуацию, Ольга верит ему, и партизаны вовлекаются в операцию по спасению короля.
На прогулке Мария Орлова говорит Майклу, что она с детства дружила с Миром и поэтому знает, что Майкл не Мирр, понимает, что он шпион, но она его не выдаст, поскольку хочет бежать от немцев, и доказывая это убивает сопровождающего их немецкого солдата.
Ночью партизаны нападают на замок, но когда Майкл с партизанами укрыают короля в тайном подвале раскрывается двуличие Марии Орловой — она заманила партизан в ловушку, за ними идут немцы, и она пытается застрелить короля, но его закрывает собой Ольга, погибая.
Партизанам и Майклу с королём удаётся вырваться, и король по радио призывает народ сражаться с оккупантами.

## В ролях
- Ларри Паркс — Майкл Линдли
- Джон Кэррадайн — генерал фон Боденбах
- Оса Массен — Мария Орлова
- Джинн Бейтс — Ольга
- Иван Тризо — полковник Павлец
- Тревор Бардетт — Николас, партизан
- Джонатан Хейл — король Стефан
- и другие